# 全國漫畫大擂台
全國漫畫大擂台是臺灣曾經存在的漫畫比賽，分別在1984年及1986年舉辦二屆，挖掘出麥仁杰、孫家裕、蕭言中、鄭問、魚夫、朱德庸、陳冠君、張靜美、楊若笙、林政德等本土漫畫家。

## 概要
全國漫畫大擂台由《中國時報》、《時報周刊》、中華民國漫畫學會、世華銀行文化慈善基金會與中華電視台聯合主辦，創設「連環漫畫組」（黑白、彩色分組）、「四幅漫畫組」、「單幅漫畫組」等三大組別；而參賽資格依年齡區分成「成人組」、「青少年組」與「兒童組」。該比賽創下獎金金額最高的紀錄，除顯示身為當時社會主流媒體的中國時報系對於漫畫有著高度的期待，也吸引許多立志朝漫畫界發展的新人參加。雖然很多參賽者師法日本漫畫的畫風技法，但從實際得獎作品來看，日式畫風技法反而得不到評審團的青睞。
不過，隨著《歡樂漫畫半月刊》於1988年5月10日停刊，全國漫畫大擂台停辦。直到時報文化的《High漫畫月刊》創刊，才舉辦「全國漫畫擂台金High獎」。

## 得獎名單

### 1985年
- 連環漫畫組：
  - 第一名：麥仁杰《天問》
  - 第二名：王淑芬（孫家裕）[1]
  - 第三名：邱若龍
  - 第四名：蕭言中
  - 第五名：陳國進
  - 佳作：陳冠君《厄里！肋瑪撒黑巴塔尼》、張靜美《如夢似幻》、鄭問、林政德
- 四幅漫畫組：
  - 第一名：王順坪（王平）
  - 佳作：鄭敏聰
  - 佳作：黃厚銘 [2]
- 單幅漫畫組：
  - 第一名：姚遠

### 1986年
- 連環漫畫組：
  - 第一名：楊若笙《默劇》
  - 第二名：卓昆峰
  - 第三名：林榮杰
- 四幅漫畫組：
  - 第一名：黃志湧（麥克斯黃）《我就這樣過了一生》 (龍少年星少女創刊總編輯)
  - 第二名：
  - 第三名：柯凱仁

- 單幅漫畫組：
  - 第一名：張振益
  - 第二名：柯凱仁
  - 第三名：郭宏法（紅膠囊）

## 評論
東海大學社會學博士陳仲偉著作的《臺灣漫畫文化史：從文化史的角度看臺灣漫畫的興衰》一書中批評時報文化的心態為：
「全國漫畫大擂台」所尋求的，是馬上就能在雜誌上作戰的強大戰力，雖找出不少高手，也活絡了80年代的台灣漫畫出版界，但獎金減少後，又沒有在培養上下功夫，造成（挖掘創作者的數量）急速萎縮。漫畫比賽挖掘出來的新人畫力堅強，充滿個人風格，但以「畫技和藝術性」為優勝標準的創作者，普遍缺乏劇情構成的組織能力，與日本漫畫一比成為票房毒藥。

雖然這段話有爭議性，但也點出臺灣漫畫家欠缺編劇與故事題材的窘境。
但是，也有人認為在日本盜版漫畫猖獗的1980年代，創辦了《漫畫星期六周刊》、《歡樂漫畫半月刊》、《星期漫畫周刊》等雜誌，提供有志漫畫創作的人才一個揮灑表現的舞台。因此，全國漫畫大擂台比賽具有相當重要的歷史地位。

## 內部連結
- 歡樂漫畫